# FormatFactory
FormatFactory (ФабрикаФорматів), або Format Factory, — безплатна комп'ютерна програма для конвертації мультимедійних файлів. Програма може конвертувати відео-, аудіо- і графічні файли, а також DVD у відео файли, CD в аудіо файли. Переводить файли MP4 для форматів iPod/iPhone/PSP/BlackBerry, підтримує RMVB.

## Можливості FormatFactory
- Конвертація всіх популярних форматів відео, аудіо та зображень
- Відновлює пошкоджені відео та аудіо файли
- Оптимізує розміри мультимедійних файлів
- Підтримка мультимедійних форматів iPhone, iPod
- Додаткова обробка зображень: збільшення, зменшення, поворот, підпис
- Копіювання диска DVD в інші формати
- Підтримка 62 мов (у тому числі й української)

Разом із FormatFactory пропонується встановити інший продукт компанії, набір інструментів для редагування зображень Picosmos tools. Можна відмовитися від установлення, знявши позначку.

## Підтримувані формати

### Відео
- мобільні пристрої, такі, як IPod, Zune, Playstation Portable, IPhone, пристрої на платформі Symbian 9.4 / 3 тощо.
- MP4, AVI, 3GP, MKV, WMV, MPG, VOB, FLV, SWF, MOV, GIF, RMVB, FLL

### Аудіо
- MP3, WMA, FLAC, AAC, MMF, AMR, M4A, M4R, OGG, MP2, WAV, WavPack

### Фото
- JPG, PNG, ICO, BMP, GIF, TIFF, PCX, TGA

## Ліцензійні суперечки
22 червня 2009 року Format Factory вивісили на стовпі сорому FFmpeg. У повідомленні на системі відстеження проблем стверджується, що Format Factory порушує ліцензію FFmpeg LGPL. Відповіді від розробників не було. Це питання залишається невирішеним.